# Indotipula kinabaluensis
Indotipula kinabaluensis är en tvåvingeart som först beskrevs av Edwards 1933.  Indotipula kinabaluensis ingår i släktet Indotipula och familjen storharkrankar. Inga underarter finns listade i Catalogue of Life.